# Bratków (Oziębłów)
Bratków – część wsi Oziębłów w Polsce, położona w województwie świętokrzyskim, w powiecie opatowskim, w  gminie Baćkowice.
W latach 1975–1998 Bratków administracyjnie należał do województwa tarnobrzeskiego.